# Ernst Wagner (Chemiker)
Ernst Wagner (* 26. Juni 1907 in Graz; † 22. Juni 1961 in Rheinfelden) war ein österreichischer Chemiker.
Wagner studierte Maschinenbau und Elektrochemie an der Technischen Hochschule Graz und der Montanuniversität Leoben. 1937 wurde er promoviert mit einer Dissertation über Magnesit- und Dolomit-Aufbereitungen und Magnesitoxid-Chlorid-Schmelzelektrolyse. Danach war er an verschiedenen Instituten und hielt auch Chemievorlesungen in Wien. 1938 trat er bei der Degussa ein und war in der Rußfabrik Kalscheuren ab 1941 stellvertretender Werksleiter. Ab 1945 war er bei der Degussa in Konstanz in anorganischer Forschung und 1950 wurde er Chefchemiker und stellvertretender Werksleiter in deren Werk in Rheinfelden. 
Er hielt über 20 Patente, unter anderem über Verfahrenstechnik für die Aerosil-Produktion, kontinuierliche Verfahren zur Herstellung von Natriumperborat-Tetrahydrat und die Einspeisung flüssigen Natriums bei der Herstellung von Natriumperoxid.